# Бранци, Пьерджорджо
Пьерджорджо Бранци (итал. Piergiorgio Branzi; 6 сентября 1928 — 27 августа 2022) — итальянский фотохудожник.

## Биография
Получил классическое образование и учился на факультете права, пока в какой-то момент не решил посвятить себя целиком фотографии и журналистике. Он впервые взял в руки камеру в начале пятидесятых, после того, как побывал на выставке Анри Картье-Брессона.
К нему быстро пришёл успех, как в Италии, так и за рубежом. Бранци сотрудничал с первыми еженедельниками, особенно с Il Mondo, которым руководил Марио Паннунцио (итал. Mario Pannunzio). Он также входил в группу фотографов La Bussola, созданную Джузеппе Кавалли, а в дальнейшем и в группу La Misa. В шестидесятые он стал работать журналистом, жил несколько лет в Москве в качестве телерепортёра, а затем и в Париже. Как обозреватель и специальный корреспондент он снял для RAI (Итальянское Общественное ТВ) ряд репортажей и документальных фильмов в Европе, Азии и Африке.
Пьерджорджо Бранци, начиная со своих первых опытов пятидесятых годов, всегда выступал как наиболее «европейский» мастер в ряду послевоенных молодых итальянских фотографов. Работа и богатый опыт помогли ему остаться независимым от зарождающихся в ту эпоху художественных течений и решать самые актуальные и изощренные задачи, стоящие перед мировой фотографией. Его снимки — у стойки ли бара, на улице, в витрине или над окном — становились скорее универсальными символами, а не отображениями конкретных событий повседневной жизни.
Его творчество ознаменовало собой новое явление в итальянской фотографии, получившее название «формалистический реализм». Бранци сыграл важную роль в изменении характера журналистики и газетного дела в послевоенные годы. Его работы отражают процесс зарождения массовой культуры, выработки нравов и стиля укрепляющегося среднего класса и постепенно нарастающее единообразие итальянского общества, которое сопровождается распространением идеологии потребления.